# (24587) Kapaneus
(24587) Kapaneus ist ein Asteroid aus der Gruppe der Jupiter-Trojaner. Damit werden Asteroiden bezeichnet, die auf den Lagrange-Punkten auf der Bahn des Jupiter um die Sonne laufen.
(24587) Kapaneus wurde am 30. September 1973 von den niederländischen Astronomen Cornelis Johannes van Houten, Ingrid van Houten-Groeneveld und Tom Gehrels am Palomar-Observatorium entdeckt. Er ist dem Lagrangepunkt L4 zugeordnet.
Der Asteroid ist nach dem König von Argos, Kapaneus, benannt, einem der sieben Helden im Zuge gegen Theben. Er ist der Vater des Sthenelos.